# Caldus (militar)
Caldus (llatí: Caldus), va ser el darrer membre de la família dels Caldus que apareix a la història.
Va ser un dels militars romans que van ser empresonats pels germànics en la derrota de Publi Quintili Var a la batalla del bosc de Teutoburg l'any 9. Veient les cruels tortures que els bàrbars infligien als presoners, va agafar les cadenes que el lligaven i va colpejar-se el cap amb molta força fins que es va matar.